# Kishōtenketsu
O termo Kishōtenketsu (起承転結) descreve a estrutura e o desenvolvimento das narrativas chinesas e japonesas. Foi usada inicialmente na poesia chinesa como uma composição de quatro linhas, conhecida também como 'kishōtengō' (起承転合). O primeiro caractere chinês refere-se à introdução, ou 'kiku' (起句); o próximo: desenvolvimento, 'shōku' (承句); o terceiro: o clímax, o ápice, 'tenku' (転句); e o último caractere indica conclusão, ou 'kekku' (結句).
A seguir um exemplo de como isso pode ser aplicado num conto fictício:
- Ki (起): A introdução, onde os personagens aparecem, a época, e outras informações importantes para o entendimento da história.
- Shō (承): Se dá a partir da introdução e caminha rumo ao ápice da história. Não acontece nenhum evento importante.
- Ten (転): Apresenta um tópico novo ou desconhecido. É o ponto crucial da história, conhecido também como 'yama' (ヤマ) ou clímax.
- Ketsu (結): Resultado, conhecido também como 'ochi' (落ち) ou final, fecha a história mostrando a conclusão.

O mesmo molde pode ser usado também na argumentação:
- Ki (起): No passado, copiar informações à mão era necessário. Alguns erros foram cometidos.
- Shō (承): Com o advento das máquinas de copiar, tornou-se possível fazer cópias rápidas e precisas.
- Ten (転): Viajar de carro economiza tempo, mas você não nota a beleza do lugar. Andar faz você apreciar a paisagem mais facilmente.
- Ketsu (結): Mesmo que fotocopiar seja fácil, é melhor copiar à mão algumas vezes, porque a informação fica na sua memória por mais tempo e pode ser usada posteriormente.

Na estrutura da narrativa e do mangá yonkoma, e até em documentos e dissertações, o estilo Kishōtenketsu é usado na formação de frases e opiniões.